# Підводний хребет

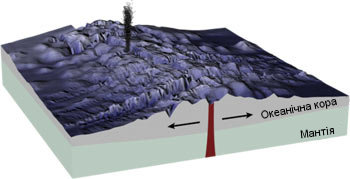
Океанічні хребти

Підводні хребти (рос. подводные (океанические) хребты, англ. submarine (oceanic) ridges, нім. submarine (ozeanische) Gebirgszüge m pl) — гірські підняття дна океанів та морів. В межах підводних окраїн материків зустрічаються рідко. В зоні переходу від материків до океанів представлені г.ч. острівними дугами, а також хребтами на дні котловин окраїнних морів (наприклад, хребет Ямато в Японському морі). На ложі океану розповсюджені брилові, складчасто-брилові та вулканічні хребти.
Особливий вид підводних хребтів — серединно-океанічні хребти. Зазвичай мають глибину близько 2600 метрів і височить приблизно на два кілометри над найглибшою частиною підводної улоговини. Це місце, де відбувається розсування океанського дна (спрединг) по межі плит, що розходиться. Швидкість спредингу визначає морфологію гребеня серединно-океанічного хребта та його ширину. Утворення нового океанського дна та океанічної літосфери є результатом підйому мантії через розбіжність плит. Розплав піднімається як магма на лінії слабкості між плитами та виходить у вигляді лави, при охолодженні утворюючи нову океанічну кору та літосферу.
Підводний (океанічний) бриловий хребет — вузьке високе, майже прямолінійне, як правило, асейсмічне гірське підняття (горст) на дні океану, яке вивищується над океанічними плитами (таласопленами) на сотні-тисячі метрів. Довжина — перші тисячі км, ширина — 100—200 км. Окремі ділянки брилових хребтів містять підводні вулкани, які беруть участь у його формуванні. Кора під підводними бриловими хребтами складається з пухких осадів чи коралових структур (надбазальтовий шар — потужністю 2–4 км і базальтовий шар — 4–7 км). З крайовими розломами цих хребтів пов'язані аномалії магнітного поля Землі.
Приклади: хребет Ломоносова, Східно-Індоокеанічний.
Підводний (океанічний) складчасто-бриловий хребет — підводний хребет, утворений у результаті тектонічного дроблення і піднімання окремих брил земної кори. Супроводжується утворенням складок.